# 慶隆廟

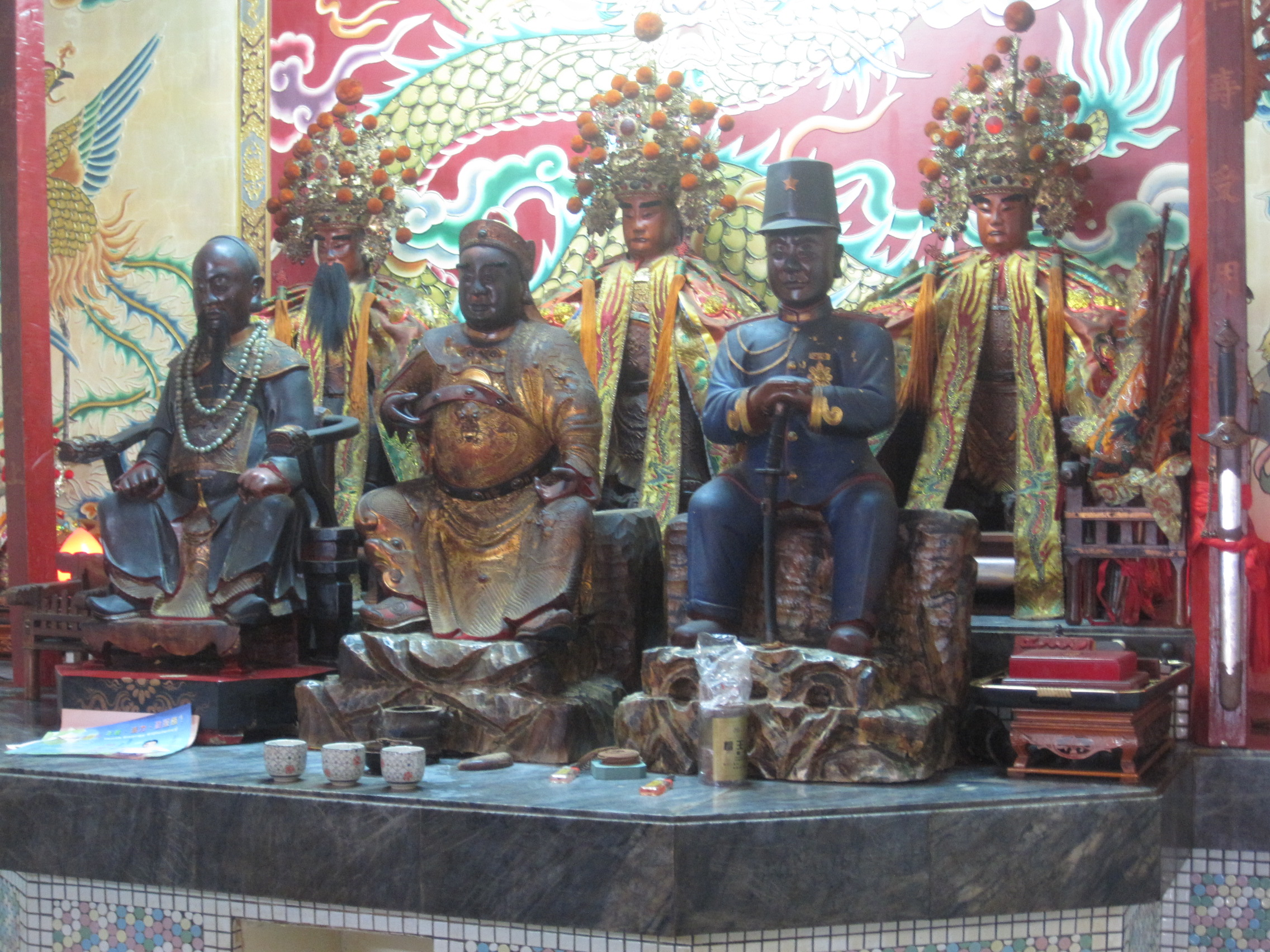
開基慶隆廟神像

開基慶隆廟位於臺灣臺南市東區，主祀謝府元帥謝永常，左輔吉原小造元帥，右輔趙勝將軍，廟後有墓安葬過去在臺南市立初級女子中學（今臺南市立中山國民中學）發現的大量骨骸。
其主神謝府元帥謝永常又稱白馬將軍，為鄭成功部屬，趙勝將軍一說為其同僚，一說為清朝官吏，而吉原小造大佐則為北白川宮能久親王的部屬，戒嚴時期為避嫌而一度另雕一尊漢人王爺造型的神像。另外據說鄭成功部將馬信曾顯靈指示其遺骨被安奉在慶隆廟後方的墓塚。

## 沿革

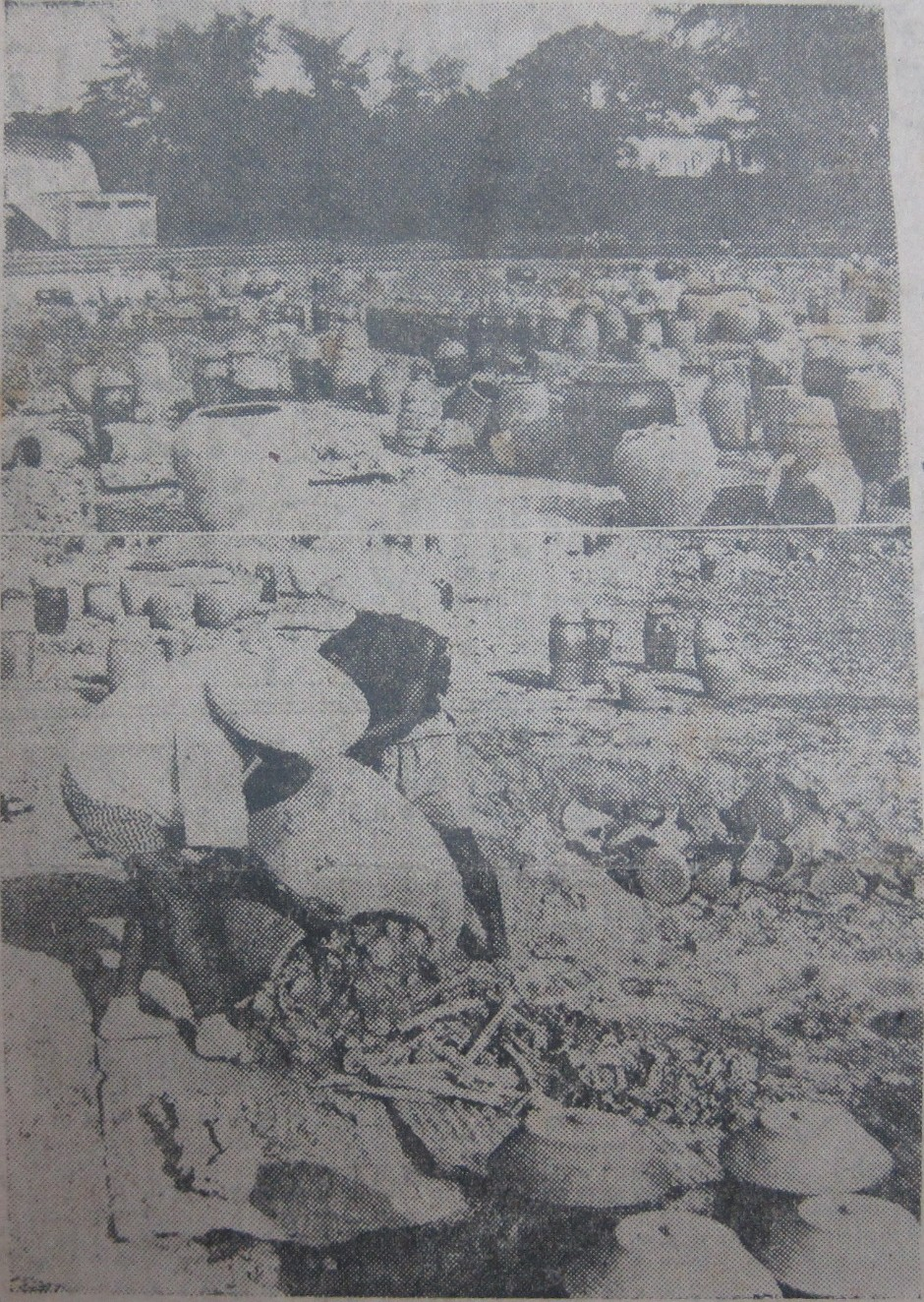
1964年於臺南市立初級女子中學（今中山國中）出土的骨骸

1964年，當時的臺南市立初級女子中學（今臺南市立中山國民中學）在進行運動場擴建工程時，於地下挖出五百多罐的骨灰罈，內有1067具骨骸。該校校址過去在曾是清治時期的南壇義塚，日治時期開始開發府城南郊的墓葬區，而該校校舍前身的「臺南州立臺南第二高等女學校」於1923年建校後，校區內的骨骸便集中收埋於校內空地。
而在骨骸出土後，據說該廟主神謝永常顯靈要求當時女中校長張池龍代為建廟供奉，但張池龍為基督徒，初不相信，直到發生多次半夜醒來莫名躺在地上的事件後方才信服。而當時謝永常除要求為他立像外，亦要求為趙勝與吉原小造大佐立像，對於為何要替日籍軍人立像，謝永常則指示：「吉原大佐已率部隊歸順本將軍，應予同祀。」。
另外有位楊藏興（臺南永豐隆旅社老闆）在1964年9月也被托夢，原本他為將父親從嘉義朴子遷葬到臺南而到了東區第二公墓（今後甲公墓）找地時偶遇當時暫時安置的大量骨灰罈，當下打聽知道緣由後認為不該因遷葬問題而將骨灰罈露天擺放，當晚便在夢中遇見一位將軍並請他安葬那些骨骸並建廟，他遂答應說會盡量想辦法。而後楊藏興經由扶乩確認此事，並得到建廟的相關指示，而據當年10月15日《中華日報》的報導，當時有不少知名人士在一旁旁聽，且當日扶乩記錄是由建築局土木課課長林錫山（後成為臺南市市長）擔任，扶乩過程就與會人士表示相當不可思議，而戴姓乩童並不會講國語，日語也只能說一些簡單片語，但是在謝永常附身時卻會用流利的標準國語，吉原小造附身時則會用流利日語，另外對於營建骨塚的尺寸指示也合乎工程設計。之後該廟由林錫山擔任第一屆主任委員，且於1972年舉辦慶成謝土祈安醮。
1990年左右廟方將墓塚改成五輪舍利寶塔造型，並於牆身繪有密宗咒語與佛像，但在2007年因為主神指示密宗寶塔妨礙他們發揮神力，故廟方將之拆除改為傳統墓塚形式。

## 外部連結
- 台南 後甲 開基慶隆廟的Facebook專頁